# Xã Independence, Quận Nodaway, Missouri
Xã Independence (tiếng Anh: Independence Township) là một xã thuộc quận Nodaway, tiểu bang Missouri, Hoa Kỳ. Năm 2010, dân số của xã này là 403 người.